# ペルシア人 (アイスキュロス)
『ペルシア人』（希: Πέρσαι, Persai, ペルサイ、羅: Persae）は、アイスキュロスによるギリシア悲劇。紀元前5世紀に起きたペルシア戦争におけるサラミスの海戦での敗北に対するペルシア人の反応を題材としている。散逸せずに現存しているギリシア悲劇作品の中では、最古の作品である。
神話を題材とするのが通例のギリシア悲劇にあって、同時代の事件を題材とした作品の存在は本作とプリュニコスによる『フェニキアの女たち』と『ミレトスの陥落』のみしか伝わっておらず、現存するのは本作が唯一である。
本作を挟む形で
- 『ピーネウス』
- 『グラウコス』

が存在して三部作を構成し、ここにサテュロス劇『プローメテウス』を加えた計四作が、紀元前472年の大ディオニューシア祭で上演され、アイスキュロスが優勝した。
初演は紀元前472年であるが、その後、アイスキュロスがシラクサに渡るにあたって当地で再演された。

## 登場人物
- アトッサ　ダレイオスの后。クセルクセスの母。
- ペルシア人の長老たちからなる合唱隊
- 伝令
- ダレイオスの亡霊
- クセルクセス

## あらすじ
舞台はスサの王宮近く。まず長老たちが大遠征軍からの便りがない事の不安を歌う。続いてアトッサが登場し、長老たちに不吉な夢を見たことを語る。そこに伝令が現れ、サラミスにおける遠征軍の敗北を伝える。これを嘆いてアトッサと長老たちが先王ダレイオスの墓に供え物を持っていくと、ダレイオスの亡霊が現れ、遠征におけるクセルクセスの行いが海神ポセイドンの怒りを招いたこと、遠征軍の壊滅が神々の怒りによるものであることを告げる。ダレイオスによる説教の後、襤褸を纏ったクセルクセスが現れ、長老たちと共に敗戦による戦死者たちを嘆いて幕は下りる。

## 日本語訳
- 『ペルシアの人々』（久保正彰）人文書院〈ギリシア悲劇全集 第1巻 アイスキュロス篇〉、1960年、121-152頁。
- 『ペルシア人』（湯井壮四郎訳）筑摩書房〈世界古典文学全集 第8巻 アイスキュロス ソポクレス〉、1964年9月、25-44頁。
  - 「ペルシア人」湯井壮四郎訳 - 『ギリシア悲劇Ⅰ アイスキュロス』ちくま文庫、1985年
- 「ペルサイ」西村太良訳 - 『ギリシア悲劇全集2 アイスキュロスⅡ』 岩波書店、1991年
- 『ペルスィア人』（田中秀央・内山敬二郎 訳）生活社〈アイスキュロス 悲壯劇〉、1943年、95-162頁。
- 『ペルシャ人』（内山敬二郎 訳）鼎出版会〈ギリシャ悲劇全集 1〉、1979年6月、11-63頁。
- 『古典劇大系 第一巻 希臘編』「波斯人」村松正俊訳、近代社、1925年
- 『世界戯曲全集 第一巻 希臘編』「波斯人」村松正俊訳、近代社、1927年